# Иван Пановски
Иван Пановски е български народен певец от Северняшката фолклорна област.

## Биография
Роден е на 29 януари 1921 г. в с. Борован, Белослатинско.
Още от дете се изявява като певец в детските утра на борованската прогимназия „Отец Паисий“. По-късно учи в белослатинската гимназия, където негов учител по пеене и музика е Светослав Обретенов. В периода 1942 – 1943 г. като войник в школата за запасни офицери във Велико Търново се среща с композитора и диригента Тодор Попов. Оттук Иван Пановски за първи път чува своя глас по радио София, като солист и индивидуален изпълнител на народни песни. След офицерските години в гарнизоните на Белоградчик, Враца и Плевен той е преподавател в Народно военно гранично училище.
От есента на 1951 година Иван Пановски вече е професионален народен певец. Тогава записва прочутата си балада „Яничари ходят, мамо“. Започват концертите в страната с малки пътуващи групи. Сред известните песни на Иван Пановски са „Покани Гендо“, „Седнал Марко да вечеря“, „Огреяла месечинка“, „Либе ле, либе, денгубо“.
Песента "Яничари ходят мамо" е обявена от слушателите на БНР като една от вечните песни на България.
Певецът гастролира в Съветския съюз, Унгария, Сърбия, записва много песни в БНР, издава няколко грамофонни плочи в „Балкантон“.
Умира 3 юли 1998 г. в София.

## Дискография

### Малки плочи
- Иван Пановски с орк., рък. Хр. Тодоров – ВНК 2531
- Покани Гендо, покани / Стани, лудо, стани – ВНК 2880
- Изпълнения на Иван Пановски – ВНМ 5801

### Дългосвирещи плочи
- Иван Пановски – ВНА 10923 (1982)

### Плочи на 78 оборота
- Огреяла месечинка / Еничари ходят, мамо – изд. номер 1794

## По-известни песни на Иван Пановски
- „Яничари ходят, мамо“
- „Покани Гендо“
- „Стано, ле, моме хубава“
- „Седнал Марко да вечеря“
- „Огреяла месечинка“
- „Либе ле, либе, денгубо“